# 창원급 잠수함 구난함
창원급 잠수함 구난함은 대한민국 해군의 잠수함 구난함이다. 미국에서 창원함, 구미함을 중고로 수입해 사용하다 모두 퇴역시켰다. 현재는 최초 국산인 청해진함을 사용 중이다.

## 사용경력
- 1979-1983년 신안 해저유물 인양 6회
- 1980년 6월 부산 다대포 간첩선 인양
- 1985년 목포근해 美잠수함 구조
- 1988년 7월 경남진해 앞바다의 월남난민선 구조
- 1993년 서해 훼리호 인양
- 1996년 동해 안인진단 북한 상어급 잠수함 인양 및 예인